# IC 1790
IC 1790 ist eine Spiralgalaxie vom Hubble-Typ S im Sternbild Widder. Sie ist schätzungsweise 164 Millionen Lichtjahre von der Milchstraße entfernt.
Entdeckt wurde das Objekt am 4. Januar 1896 von Stéphane Javelle.